# Chelsea (Québec)
Pour les articles homonymes, voir Chelsea.
Chelsea est une municipalité canadienne au Québec, chef-lieu de la municipalité régionale de comté des Collines-de-l'Outaouais, dans la région de l'Outaouais. Elle est au nord de Gatineau à environ 15 minutes d'autoroute d'Ottawa et fait ainsi partie de la région de la capitale nationale du Canada.

## Toponymie
Le nom de "Chelsea" est utilisé depuis le début des années 1800: Old Chelsea (1819), Paroisse  Saint-Steven-de-Chelsea (1835), Chelsea (vers 1870).  Le nom provient de Chelsea, New-Vermont, l'endroit d'où provient Thomas Brigham, le premier colon. L'endroit a déjà été connu sous le nom de "Hull-Ouest" ou West Hull, mais le nom fut changé pour éviter toute confusion avec la ville voisine de Hull (maintenant Gatineau).

## Histoire
La municipalité de Chelsea s’est développée grâce au commerce du bois tout comme la vaste majorité de l’Outaouais. En raison de la traite des fourrures intensives, les castors disparaissent presque totalement de la région. À cette époque la pauvreté des sols arables de la région ne permettent pas de cultiver, c’est pour cela que l’exploitation forestière devient si populaire . En 1840 les moulins Gilmour s'implantent aux chutes Chelsea et cela sera un élément marquant dans le développement de cette municipalité. De plus, le fait que Chelsea soit un relais entre Hull et Wakefield, c'est-à-dire environ 19 km entre chacune de ces municipalités, joue aussi en la faveur de son développement   au milieu du XIXe siècle. De nos jours la population de Chelsea se distingue du reste de l’Outaouais puisqu’elle est jeune, elle est plus scolarisée que le reste de la région, elle a un revenu moyen très élevé et elle a un faible taux de chômage.

## Géographie
Chelsea est une municipalité de forme triangulaire, elle est bordée, à l'est, par la rivière Gatineau. La bordure sud se trouve à 5 km d'Old Chelsea (le village central) et court vers le nord jusqu'à la communauté de Farm Point. Au-delà de Farm Point se retrouve la municipalité de La Pêche dont fait partie le village de Wakefield. La majorité du territoire de Chelsea appartient en bonne partie à la Commission de la Capitale nationale (CCN). Cette organisation gère en fait le Parc de la Gatineau ainsi que d’autres terrains dans la région de Gatineau-Ottawa.
|  |

Situé sur le Bouclier canadien  le Parc fait la notoriété de Chelsea.  Au début du siècle dernier, des gens se sont manifestés pour préserver cet immense territoire et ainsi en faire un Parc. En 1937, le premier ministre canadien, Mackenzie King fait appel à l’architecte et urbaniste français Jacques Gréber dans le but de faire une étude pour aménager certains secteurs de la capitale nationale. Retardé par la Seconde Guerre mondiale il ne remettra son rapport seulement qu’en 1949. L’une de ses suggestions sera entre autres d’agrandir le Parc de la Gatineau. Ainsi le Parc verra sa superficie passer de 22 km2 à 361,31 km2 (sa dimension actuelle) en l’espace de quelques décennies. Plusieurs activités peuvent être pratiquées dans le Parc de la Gatineau, comme le cyclisme, la randonnée, le ski de fond, la raquette, le camping, etc. 
Chelsea a une réputation de grande responsabilité environnementale et fut une des premières municipalités au Canada à bannir l'utilisation de pesticides. Chelsea est un secteur majoritairement résidentiel mais étant généralement composé de très grands lots, le Parc de la Gatineau l'englobant et les bandes de terrain en friche abondant, une impression de ruralité ressort. La population de Chelsea est presque également divisée entre francophones et anglophones et les deux langues sont couramment utilisées au sein de la communauté.

## Évolution démographique
| 1921  | 1931  | 1941  | 1951  | 1956  | 1961  | 1966  | 1971  | 1976  |
| ----- | ----- | ----- | ----- | ----- | ----- | ----- | ----- | ----- |
| 1 005 | 1 190 | 1 220 | 1 777 | 2 177 | 2 822 | 3 081 | 2 966 | 3 502 |

| 1981  | 1986  | 1991  | 1996  | 2001  | 2006  | 2011  | 2016  | 2021  |
| ----- | ----- | ----- | ----- | ----- | ----- | ----- | ----- | ----- |
| 3 546 | 3 908 | 5 091 | 5 925 | 6 036 | 6 703 | 6 977 | 6 909 | 8 000 |

## Administration
Les élections municipales se font en bloc et suivant un découpage de six districts.
| Chelsea Maires depuis 2001                                                                                           |                |         |          |
| Élection | Maire          | Qualité | Résultat |
| 2001 | Jean Perras    |         | Voir     |
| 2005 | Jean Perras    | Voir    |          |
| 2009 | Caryl Green    |         | Voir     |
| 2013 | Caryl Green    | Voir    |          |
| 2017 | Caryl Green    | Voir    |          |
| 2021 | Pierre Guénard |         | Voir     |
| Élection partielle en italique Depuis 2005, les élections sont simultanées dans toutes les municipalités québécoises |                |         |          |

## Patrimoine
L’Église Saint Stephen (Saint-Étienne) qui fut construite en 1846, dessert la paroisse d’Old Chelsea, cette église catholique fut l’une des premières de la région de l’Outaouais. 

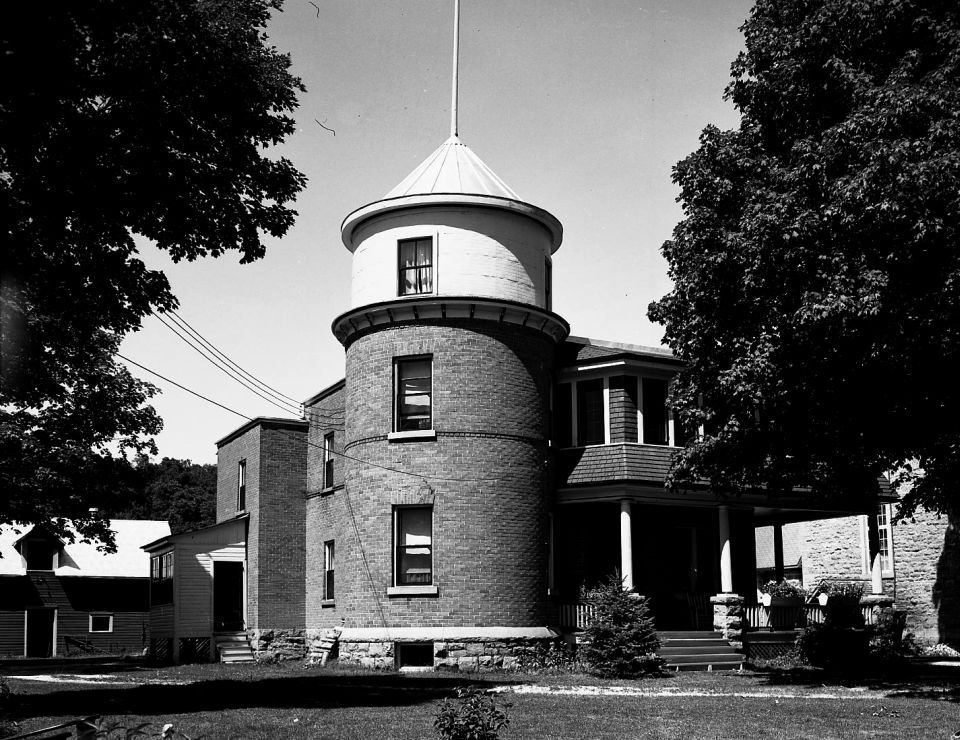
Presbytère de Chelsea.
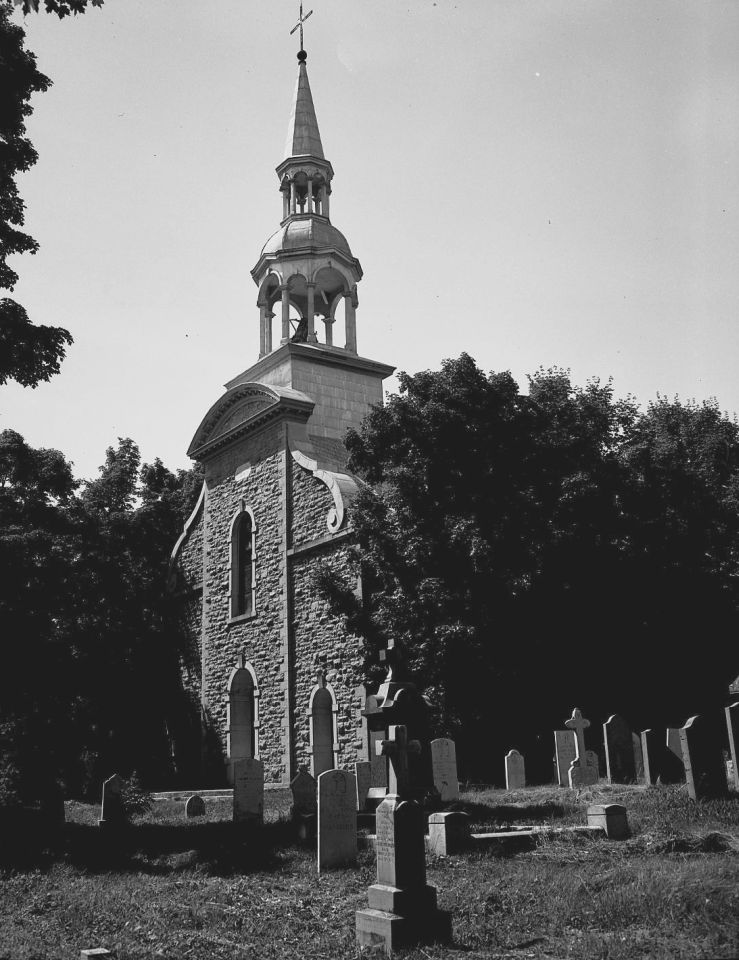
Église Saint Stephen (Saint-Étienne)

## Attraits
En plus du Parc de la Gatineau, la municipalité de Chelsea offre plusieurs endroits où se divertir. La municipalité possède sur son territoire plusieurs terrains de soccer, des patinoires extérieures, un terrain de baseball, un aréna et un centre communautaire   ainsi que plusieurs restaurants.
|  |